# Neufelderkoog
Neufelderkoog é um município do distrito de Dithmarschen, no estado de Schleswig-Holstein, Alemanha.